# Guabito
Guabito è un comune (corregimiento) della Repubblica di Panama situato nel distretto di Changuinola, provincia di Bocas del Toro. Si estende su una superficie di 168,8 km² e conta una popolazione di 8.387 abitanti (censimento 2010).  